# Ignazio Arcoleo
Ignazio Arcoleo (Palermo, 15 febbraio 1948) è un allenatore di calcio ed ex calciatore italiano, di ruolo centrocampista.

## Biografia
Nato a Mondello, ha conseguito il diploma di "capitano di lungo corso" al Nautico. Iscrittosi quindi alla facoltà di Ingegneria dell’Università di Palermo, in seguito ha abbandonato gli studi.
A partire dagli anni novanta svolge il ruolo di opinionista nelle trasmissioni sportive di TRM e lavora all'interno della scuola calcio Cantera Ribolla di Palermo come maestro della tecnica ad anni alterni, ritornando l'ultima volta nell'ottobre 2020.
Dal 2017 allena la rappresentativa calcistica palermitana dell'Agenzia delle entrate.

## Caratteristiche tecniche

### Allenatore
Utilizza la marcatura a zona, e la sua squadra faceva del pressing e adottava la trappola fuorigioco.

## Carriera

### Giocatore
Dopo le giovanili nel Tommaso Natale, nel 1964 viene acquistato dalla Juventina Palermo. Nel 1966 passa al Palermo, giocando inizialmente con la primavera rosanero.
Inizia la carriera professionistica nella stagione 1966-1967 nella prima squadra della sua città. Al suo primo anno al Palermo, diciottenne, gioca 4 partite, la prima di queste il 23 ottobre 1966 contro il Modena.
Passa poi prestito al Taranto in Serie C per un anno, dove gioca soltanto due gare in cui entrambe mette a segno una rete. Tornato a Palermo, ottiene la promozione in Serie A nel 1971-1972. Nella stagione successiva, in cui fa il debutto in massima serie il 24 settembre 1972 nella sconfitta per 4-0 contro il Milan e chiusa dai rosanero al penultimo posto, totalizza 29 presenze su 30 in massima serie con due reti all'attivo (contro Atalanta e Roma

Arcoleo al Genoa nel corso degli anni 1970

Resta in Sicilia anche nell'annata 1973-1974, nella quale contribuisce soprattutto al raggiungimento della prima finale di Coppa Italia nella storia del club, poi persa contro il Bologna ai rigori; quindi passa, nell'estate seguente, al Genoa, nella trattativa che ha portato Giuseppe Spalazzi in rosanero. Con i rossoblù disputa due campionati di Serie A e due di Serie B.

Arcoleo al Palermo a fine anni 1970

Torna a Palermo nel 1978, divenendo capitano della principale società calcistica della città. Giunge, per la seconda volta nella storia, in finale di Coppa Italia, nel 1978-1979, perdendo successivamente contro la Juventus ai tempi supplementari, per poi passare, nel 1980, alla Reggina, con la quale gioca due stagioni in Serie C1. Dopo conclude la propria carriera di calciatore alla Nocerina, nella stagione 1982-1983.
In carriera ha totalizzato complessivamente 89 presenze e 7 reti in Serie A e 236 presenze e 7 reti in Serie B, arrivando finalista di Coppa Italia due volte.

### Allenatore
Nel 1983-1984 inizia la carriera di allenatore al Mazara, in Serie D.
La stagione 1984-1985 lo vide allenare ancora il Mazara, vincendo nell'allora campionato di Interregionale con la società punita con cinque punti di penalizzazione in seguito a un'accusa di illecito sportivo. Tale penalizzazione consentì al Trapani, sua futura squadra, di scavalcarlo in classifica e conquistare la promozione in Serie C2.
In seguito a una stagione con l'Akragas nella Serie C2 1985-1986, passa, nel 1992, a guidare il Trapani, del presidente Andrea Bulgarella. Con i granata vince subito il Campionato Nazionale Dilettanti 1992-1993 e poi quello della Serie C2 1993-1994; successivamente, in una sola stagione in Serie C1, durante la quale allena un giovane Marco Materazzi, porta i "granata" alla disputa dei play-off, non passando alla fase successiva per una possibile promozione in Serie B, per un gol subito nel recupero nella gara di ritorno delle semifinali contro il Gualdo.
Nella stagione 1995-1996 torna nella sua città, alla guida del Palermo, con una rosa di giovani debuttanti tra i cadetti, anche a causa di restrizioni finanziarie di quel periodo, giocando un campionato di Serie B di alta classifica, lottando per la promozione e arrivando settimo: tale annata venne soprannominata, nella storia della squadra, il Palermo dei picciotti e tra i giovani palermitani, che allora vestirono la maglia rosanero e vennero valorizzati proprio da Arcoleo, c'erano Gianluca Berti, Gaetano Vasari, Giacomo Tedesco e Francesco Galeoto, poi ceduti tutti in società maggiori. Nella stagione successiva, esonerato dopo trenta giornate a seguito della sconfitta col Cesena, il Palermo retrocede dopo un negativo girone di ritorno. Gli subentra Giampiero Vitali.

Da sinistra: Arcoleo, allenatore del Palermo, con il capitano rosanero Roberto Biffi nella stagione 1996-1997.

Appena retrocesso in Serie C1, nel 1997-1998, viene richiamato dall'ottava giornata, sostituendo Giorgio Rumignani. Il club retrocederà in Serie C2 dopo i play-out persi contro la Battipagliese. Alla fine tutto ciò è evitato per il fallimento dell'Ischia Isolaverde. Da allora allena diverse squadre di Serie C, come Gualdo, Foggia, Frosinone, ma non termina mai le stagioni. Dopo un periodo di inattività, trascorso come commentatore in una tv locale siciliana, nel 2005 allena la Nocerina e nel 2006 torna al Trapani, in Serie D, come direttore tecnico.
Nell'estate del 2013 ha gestito gli allenamenti dell'Équipe Sicilia, progetto che ha lo scopo di tenere in allenamento calciatori svincolati in attesa di futuro tesseramento. Con lui hanno lavorato Tarcisio Catanese, Roberto Chiappara e Vitrano per la preparazione dei portieri; mentre nel 2019 torna a rivestire un incarico nel Trapani in qualità di club manager.

## Palmarès

### Giocatore
- Campionato italiano di Serie B: 2

Palermo: 1967-1968
Genoa: 1975-1976
- Campionato italiano Serie C: 1

Taranto: 1968-1969 (girone C)

### Allenatore
- Campionato Nazionale Dilettanti: 1

Trapani: 1992-1993 (girone H)
- Campionato italiano Serie C2: 1

Trapani: 1993-1994 (girone C)